# Растворцев Дмитро Дмитрович
Дмитро́ Дми́трович Раство́рцев — український шрифтовий дизайнер, лауреат міжнародного конкурсу кириличних шрифтів «ТайпАрт'05» (Москва, 2005) та міжнародного конкурсу шрифтів «Современная кириллица» (Москва, 2009).

## Шрифти авторства
Основні шрифти: e-Ukraine, UAF Sans, DR Agu, DR Galushki, DR Ukrainka, DR Lineart, DR UkrGotika Sans, DR UkrGotika Serif,  DR Vixi.
Разом із Геннадієм Заречнюком та Лукяном Турецьким на основі рукописів Тараса Шевченка зробили шрифт Kobzar KS.